# 吉村周山
吉村 周山（よしむら しゅうざん、元禄13年（1700年） ‐ 安永5年（1776年））は江戸時代の大坂の絵師、根付師。

## 来歴
大坂の人。吉村氏、名は充興。通称は周次郎。周山、探仙、探僊（仙）叟、探興斎と号す。島之内・油町二丁目に住んでいた。鶴澤派に属する牲川充信の門人。寛延から安永頃に活躍し、大岡春卜と並び評された。安永6年（1777年）刊の『難波丸綱目』によると、当時の大坂では大岡春卜派と周山派が二大流派で、門人18名が記されている。寛延3年（1750年）刊の『和漢名筆画英』、明和4年（1767年）刊の『和漢名筆画宝』では、古今の名画を写した絵手本を出版している。時期は不明だが、法眼位を得ている。三宅春楼、中井竹山・履軒ら儒者や書画家と交流あり、。山水・人物を得意としたとされ、鶴の絵が多い。
根付師としても著名で、天明元年（1781年）刊の『装剣奇賞』では、根付師の冒頭に周山が挙げられ、彩色するのが特徴だった。贋作も多く出回ったが、どれも周山の作には遠く及ばなかったという。周山は根付を制作する際、『山海経』や『列仙伝』の挿絵を参考にしたという（『装剣奇賞』）。ただ、根付はあくまで余技で、中年になると制作をやめてしまい、息子の周圭すら実物はあまり見たことがないと述べている。墓所は、大阪市天王寺区下寺町の光明寺。門人に子の吉村周圭、森周峰らがいる。

## 作品
| 作品名                   | 技法         | 形状・員数 | 寸法（縦x横cm）   | 所有者             | 年代              | 落款・印章                                        | 備考 |
| ------------------------ | ------------ | ---------- | ----------------- | ------------------ | ----------------- | ------------------------------------------------- | --- |
| 岳陽楼図                 |              |            |                   | 大阪市立美術館     | 1768年（明和5年） |                                                   | 三宅春楼・三宅光同・中井竹山・中井履軒・加藤景範合賛                                                                     |
| 酔李白図                 |              |            |                   | 大阪市立美術館     | 1769年（明和6年） |                                                   | 中井竹山・中井履軒合賛                                                                                                   |
| 山水図屏風               | 紙本墨画淡彩 | 六曲一双   | 160.5x361.8（各） | 大阪くらしの今昔館 |                   | 各隻に款記「法眼周山探僊叟筆」/「探僊叟」朱文円印 | |
| 鶴図屏風                 | 紙本墨画淡彩 | 六曲一隻   | 70.x220.2         | 大阪くらしの今昔館 |                   | 款記「法眼周山探僊叟筆」/「探興斎印」白文方印     | 金砂子は後補 |
| 松梅に鶴・桐に鳳凰の図襖 | 紙本金地著色 | 襖8面      |                   | 託明寺（池田市）   |                   |                                                   | 池田市指定文化財 |
| 住吉社頭図               | 紙本金地著色 | 六曲一隻   | 124.8x273.0       | 個人               |                   | 款記「探興斎法眼周山筆」                          | |
| 四季耕作図屏風           | 紙本銀地著色 | 六曲一双   |                   | 個人               |                   | 款記「法眼周山行年七十三歳筆」                    | 一般に屏風絵は向かって右から左へ時間が進むが、本作品は左から右に進む。同様な屏風を複数描き、図様も似る久隅守景の影響か。 |